# Rhizoecus periolanus
Rhizoecus periolanus är en insektsart som först beskrevs av Goux 1985.  Rhizoecus periolanus ingår i släktet Rhizoecus och familjen ullsköldlöss.
Artens utbredningsområde är Italien. Inga underarter finns listade i Catalogue of Life.